# Земский, Данила Яковлевич
Дани́ла Я́ковлевич Зе́мский (также Земско́й; 1710 — 1770) — русский предприниматель, московский купец 1-й гильдии. Из рода потомственных тяглецов московской Алексеевской слободы. Основал в 1745 году Купавинскую суконную фабрику (ныне Купавинская текстильная компания).

## Биография
Данила Земский родился в 1710 году.
По указу Петра I был направлен в Нидерланды обучаться текстильному делу. По возвращении получил от правительства значительные субсидии и привилегии.
В 1744 году Д. Я. Земский выкупил у своего родственника петербургского купца Солодовникова в Москве шёлковую фабрику.
После Указа императрицы Елизаветы Петровны от 27 июля 1744 года купцам разрешили покупать крестьян вместе с землёй для своих заводов. В 1745 году Данила Земский приобрёл подмосковное село Купавна у Аникиты Ивановича Репнина с деревнями, в 30 вёрст от Москвы, где учредил шёлковоткацкую мануфактуру (современное название — Купавинская текстильная компания / Текстильная фирма «Купавна»), состоящую из 180 станов, перебросив из столицы большую часть оборудования и приписных крестьян.
Начался новый этап в развитии Купавны. На месте старой деревянной церкви Д. Я. Земской в короткий срок построил каменную двухэтажную церковь. В приобретённом купцом Данилой Земским у князя Репнина селе насчитывалось всего 48 дворов. В период владения Д. Я. Земского сложилась усадьба Купавны, основные строения которой сохранились до современности: Свято-Троицкий храм, господский дом, в котором сейчас находится управление текстильной фирмы «Купавна», восточный флигель и несколько старых строений. Купавинская фабрика стала крупнейшим шёлковым предприятием России. Н. Бартенев характеризует Д. Я. Земского как «разных фабрик содержателя, откупщика, одного из виднейших деятелей на промышленном поприще».
В 1747 году основал крупную полотняную мануфактуру. В 1750-х годах на предприятии работало от 85 до 215 станов, а в 1760-х годах — 48 станов. Вскоре Данила Земский основал бумажную фабрику в Костромском уезде, где вместе с деревнями купил село Адищево.
В 1752 году для работы на предприятиях Данила Яковлевич купил в Московской и Костромской губерниях, в Суздальском и Алексеевском уездах 2032 крестьянина. В числе привезённых в Купавну крепостных оказались калмыки, татары, а также люди, исключённые из духовного звания. Так в Купавне появились фамилии Казаковы, Персияновы, Островские, Татариновы, Дьяконовы, Дьячковы, Пономарьковы.
К началу 1760-х годах было зарегистрировано 1 396 купленных Земским крестьян. Кроме того, 221 из них отданы из разных присутственных мест. Оборотный капитал всех фабрик составил 193 тысячи рублей.

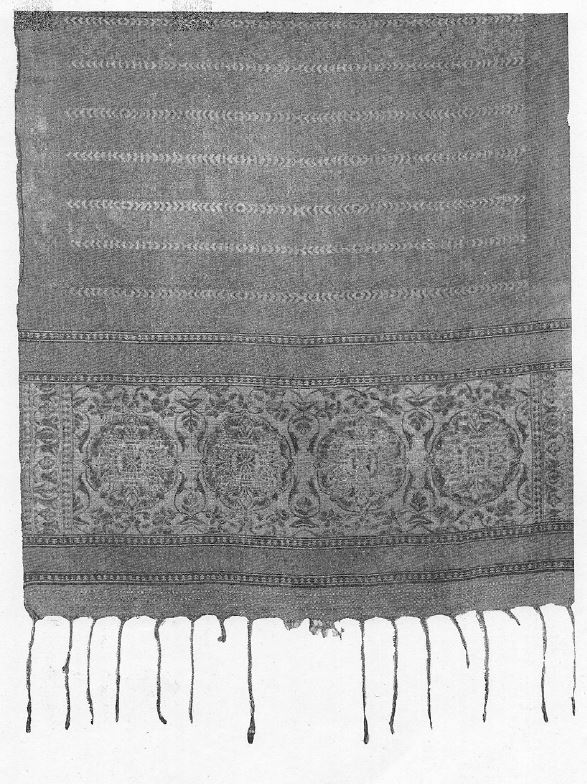
Шёлковый пояс мануфактуры Д. Я. Земского. Пояс № 127-27253 из собрания ГИМ.

В 1763 году на шёлковой фабрике в Купавне на 29 станах вырабатывали платки, на 24 станах — ленты, на остальных 53 станах — шёлковые ткани. В 1764 году на 201 стане уже вырабатывались парча, бархаты, штофы, коноват, орденские ленты, кружева, кушаки, платки.
Скончался в 1770 году. После смерти Земского всё его громадное состояние за несколько лет было «промотано» сыном Данилой (1748—1785), который был женат на дочери горнозаводчика Прокофия Акинфиевича Демидова А. П. Демидовой. В 1782 году над фабрикой Московский городской магистрат учредил аукцион. В итоге всё имущество Данилы на сумму более 300 тыс. руб. было продано на аукционе. В ноябре 1783 года предприятие купил светлейший князь Григорий Александрович Потёмкин, который являлся его владельцем до 1789 года. Вскоре сыновья Д. Я. Земского Данила и Иван пошли на военную службу.